# Rhodospatha monsalveae
Rhodospatha monsalveae là một loài thực vật có hoa trong họ Ráy (Araceae). Loài này được Croat & D.C.Bay mô tả khoa học đầu tiên năm 2004.